# Welham Green
Welham Green är en by i Hertfordshire i England. Byn är belägen 11,2 km 
från Hertford. Orten har 3 011 invånare (2015).